# 1 Gwardyjska Dywizja Kawalerii (ZSRR)

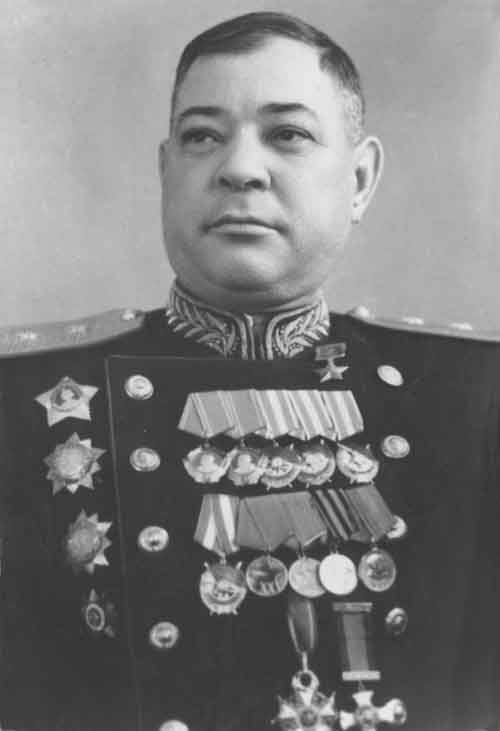
Gen. mjr Wiktor Baranow, pierwszy dowódca 1 Gwardyjskiej Dywizji Kawalerii

1 Gwardyjska Dywizji Kawalerii (ros. 1-я гвардейская кавалерийская дивизия) – oddział kawalerii Armii Czerwonej utworzony podczas II wojny światowej, przez przemianowanie 5 Dywizji Kawalerii.
1 Gwardyjska Dywizja Kawalerii została utworzona 26 listopada 1941 roku przez przemianowanie 5 Dywizji Kawalerii. W czasie walk przeciw armii niemieckiej na ziemiach polskich dowodzona była przez płka Piotra Waszurina i wchodziła w skład 1 Gwardyjskiego Korpusu Kawalerii. Po otrzymaniu licznych nagród jej pełna nazwa brzmiała: 1-я гвардейская кавалерийская Ставропольская, ордена Ленина, Краснознаменная, орденов Суворова, Богдана Хмельницкого дивизия им. М. Ф. Блинова.

## Dowódcy dywizji
- gen. mjr Wiktor Baranow (26.11.1941 – 28.5.1942),
- płk Aleksiej Prilepski (29.5.1942 – 15.7.1942),
- płk Julian Owar (16.7.1942 – 30.11.1943),
- płk Iwan Borszew (01.12.1943 - 17.02.1944),
- płk Siergiej Aristow (18.02.1944 - 16.07.1944),
- płk Piotr Waszurin (16.7.1944 - 23.03.1945),
- płk Filip Blinow (od 23 marca 1945)[1]

## Struktura organizacyjna
- 1 gwardyjski pułk kawalerii
- 3 gwardyjski pułk kawalerii (do 03.04.1943)
- 5 gwardyjski pułk kawalerii
- 6 gwardyjski pułk kawalerii
- 61 pułk pancerny (od 3.04.1943)
- 174 pułk artylerii i moździerzy (od 20.05.1943) i inne jednostki[2].